# Zemský okres Bad Kreuznach
Zemský okres Bad Kreuznach (německy Landkreis Bad Kreuznach) je zemský okres v německé spolkové zemi Porýní-Falc. Sídlem správy zemského okresu je město Bad Kreuznach. Má přibližně 158 tisíc obyvatel. 

## Města a obce
Města:
1. Bad Kreuznach
2. Bad Sobernheim
3. Kirn
4. Meisenheim
5. Stromberg

Obce:
1. Abtweiler
2. Allenfeld
3. Altenbamberg
4. Argenschwang
5. Auen
6. Bärenbach
7. Bärweiler
8. Becherbach
9. Becherbach bei Kirn
10. Biebelsheim
11. Bockenau
12. Boos
13. Braunweiler
14. Brauweiler
15. Breitenheim
16. Bretzenheim
17. Bruschied
18. Burgsponheim
19. Callbach
20. Dalberg
21. Daubach
22. Daxweiler
23. Desloch
24. Dörrebach
25. Dorsheim
26. Duchroth
27. Eckenroth
28. Feilbingert
29. Frei-Laubersheim
30. Fürfeld
31. Gebroth
32. Guldental
33. Gutenberg
34. Hackenheim
35. Hahnenbach
36. Hallgarten
37. Hargesheim
38. Heimweiler
39. Heinzenberg
40. Hennweiler
41. Hergenfeld
42. Hochstätten
43. Hochstetten-Dhaun
44. Horbach
45. Hüffelsheim
46. Hundsbach
47. Ippenschied
48. Jeckenbach
49. Kellenbach
50. Kirschroth
51. Königsau
52. Langenlonsheim
53. Langenthal
54. Laubenheim
55. Lauschied
56. Lettweiler
57. Limbach
58. Löllbach
59. Mandel
60. Martinstein
61. Meckenbach
62. Meddersheim
63. Merxheim
64. Monzingen
65. Münchwald
66. Neu-Bamberg
67. Niederhausen
68. Norheim
69. Nußbaum
70. Oberhausen an der Nahe
71. Oberhausen bei Kirn
72. Oberstreit
73. Odernheim am Glan
74. Otzweiler
75. Pfaffen-Schwabenheim
76. Pleitersheim
77. Raumbach
78. Rehbach
79. Rehborn
80. Reiffelbach
81. Roth
82. Roxheim
83. Rüdesheim
84. Rümmelsheim
85. Sankt Katharinen
86. Schloßböckelheim
87. Schmittweiler
88. Schneppenbach
89. Schöneberg
90. Schwarzerden
91. Schweinschied
92. Schweppenhausen
93. Seesbach
94. Seibersbach
95. Simmertal
96. Sommerloch
97. Spabrücken
98. Spall
99. Sponheim
100. Staudernheim
101. Tiefenthal
102. Traisen
103. Volxheim
104. Waldböckelheim
105. Waldlaubersheim
106. Wallhausen
107. Warmsroth
108. Weiler bei Monzingen
109. Weinsheim
110. Weitersborn
111. Windesheim
112. Winterbach
113. Winterburg